# البكالوريوس المهني
البكالوريوس المهني هو نوع من الدرجات الجامعية المتقدمة التي تُمنح في مجموعة متنوعة من التخصصات والمجالات المهنية. إنها تُعتبر واحدة من الدرجات العليا التي يمكن الحصول عليها في التعليم العالي، وتقدم فرصًا متقدمة للتعليم والتخصص في مجال محدد. يُشار إليه أيضًا في بعض البلدان بالبكالوريوس الفني أو البكالوريوس التطبيقي.

## مفهوم وأهمية البكالوريوس المهني
تختلف متطلبات البكالوريوس المهني من بلد لآخر ومن جامعة إلى أخرى، ولكن عادةً ما يتطلب الحصول على هذه الدرجة إكمال سنوات دراسية إضافية بعد الحصول على البكالوريوس الأول، بهدف تكوين معرفة ومهارات أعمق في مجال محدد. عادةً ما يتضمن البرنامج الدراسي للبكالوريوس المهني دراسة متقدمة في المواد المختارة وتنفيذ مشروع أو أبحاث في المجال الاختصاصي.
تُقدم درجة البكالوريوس المهني فرصًا كبيرة للطلاب لتحسين مهاراتهم وتخصصهم في مجالات مثل الهندسة، والعلوم الصحية، والأعمال التجارية، وتكنولوجيا المعلومات، والتصميم، والعديد من المجالات الأخرى. بفضل هذه الدرجة، يصبح بإمكان الخريجين تولي وظائف أعلى مستوى، والمشاركة في مشاريع بحثية هامة، والمساهمة في تطوير المجتمع والصناعة في مجالاتهم المختارة.

## تفاصيل البكالوريوس المهني
تشمل تفاصيل البكالوريوس المهني ما يلي:
- المدة: مدة البرنامج الدراسي للبكالوريوس المهني تتفاوت حسب التخصص والجامعة. عادةً ما تستغرق من عامين إلى أربع سنوات.
- المقررات: يتضمن البرنامج دراسة متقدمة في المواد ذات الصلة بالتخصص المهني، مما يساعد على توسيع المعرفة وتعميق الفهم في هذا المجال.
- المشروع أو الأبحاث: غالبًا ما يتطلب البكالوريوس المهني إكمال مشروع أو أبحاث مستقلة في المجال الاختصاصي. يمكن أن يكون هذا المشروع مساهمة مهمة في تطوير المعرفة أو تطبيق المهارات العملية.
- التخصصات: البكالوريوس المهني متاح في مجموعة متنوعة من التخصصات والمجالات المهنية، بما في ذلك الهندسة، والعلوم الصحية، والأعمال التجارية، وتكنولوجيا المعلومات، والتصميم، وغيرها.